# Dusona aequorea
Dusona aequorea là một loài tò vò trong họ Ichneumonidae.